# Geografía feminista

La geografía feminista o geografía del género es la corriente de la geografía humana que se localiza en teorías, métodos y críticas del feminismo al estudio del espacio geográfico, humano y social.
También es la encargada de examinar las formas en que los procesos socioeconómicos, políticos y ambientales crean, reproducen y transforman no sólo los lugares donde vivimos sino también las relaciones sociales entre los hombres y las mujeres que allí viven y, también, a su vez cómo las relaciones de género tienen un impacto en dicho procesos y en sus manifestaciones en el espacio y el entorno.

## Objetivo
La Geografía feminista tiene por objetivo fundamental completar la supuesta parcialidad de los enfoques tradicionales, y analizar las variaciones territoriales en las relaciones de género, definir los patrones regionales, desvelar en definitiva las interacciones entre género y territorio, destacando al mismo tiempo la importancia básica de nivel socioeconómico.

## Áreas de estudio
Más que una subdisciplina específica de la geografía, suele considerarse parte de una aproximación posmoderna más amplia, a partir de las teorías de Michel Foucault, Jacques Derrida o Judith Butler entre otros.
Otras influencias más recientes incluyen críticas de teóricos postcolonialistas. Las(os) geógrafas(os) feministas intercambian experiencias vividas con experiencias de grupos a nivel local más que desarrollar teorías sin trabajo empírico.
Muchas (os) geógrafas (os) feministas estudian los mismos temas, pero siempre desde la óptica de las divisiones de género Este concepto se amplia además con otros temas como son el género, la familia, la sexualidad, etc.
Algunos ejemplos de estas áreas son:
- Diferencias geográficas entre relaciones e igualdad de género.
- Geografía del bienestar y componentes espaciales en la distribución de la mujer. (p.ej.:medio rural)
- Construcción de identidad de género a través del uso y naturaleza de espacios y lugares.
- Geografía de la sexualidad (p.ej.: teoría queer)
- Geografía de la infancia

Además de los estudios sociológicos, la geografía feminista critica la geografía humana y otras disciplinas, argumentando que las estructuras académicas se han caracterizado tradicionalmente por una perspetiva patriarcal y los estudios contemporáneos que no confrontan la naturaleza del trabajo precedente, refuerza el viso masculino de los análisis. El libro de la geógrafa británica Gillian Rose, Feminismo y geografía es uno de estos estudios, focalizado en la geografía humana británica, históricamente masculinista.
En este ámbito el feminismo implica una visión femenina del paisaje, lo que implica la separación entre mente y cuerpo.

## Geógrafas feministas
- Gillian Rose
- Gill Valentine
- Linda McDowell
- Sarah Holloway
- Cindi Katz

### Publicaciones científicas
- Gender, Place and Culture - A Journal of Feminist Geography Routledge ISSN 0966-369X Online ISSN 1360-0524

- Datos: Q2627057